# Smithsonian Folkways
Smithsonian Folkways, vroeger Folkways Records, is het platenlabel  van het Smithsonian Institution. Het label werd opgericht in 1987 nadat de erfgenamen van Moses Asch, oprichter van Folkways Records, het volledige Folkways Records-label schonken aan het Smithsonian.
Smithsonian Folkways is een label zonder winstoogmerk en maakt deel uit van het Smithsonian Center for Folklife and Cultural Heritage, een van de drie culturele centra  van het Smithsonian, gelegen in Capital Gallery in het centrum van Washington.
De schenking van het label Folkways werd gedaan met als voorwaarde dat Smithsonian het beleid van Asch zou voortzetten en dat elk van de meer dan 2.000 albums van Folkways Records voor altijd beschikbaar zou blijven, ongeacht de verkoop. Sindsdien heeft het label de visie van Asch uitgebreid door zes andere platenlabels aan de collectie toe te voegen en meer dan 300 nieuwe opnames uit te brengen. Een aantal bekende artiesten zijn opgenomen in de Smithsonian Folkways-collectie, waaronder Pete Seeger, Ella Jenkins, Woody Guthrie en Lead Belly, met beroemde nummers als 'This Land Is Your Land', 'Goodnight, Irene', en 'Midnight Special'. Vanwege de unieke aard van zijn opnames, waaronder een uitgebreide collectie traditionele Amerikaanse muziek, kindermuziek en wereldmuziek, is Smithsonian Folkways een belangrijke collectie voor musici, en vooral etnomusicologen wereldwijd.

## Geschiedenis
Het Smithsonian Folkways Recordings-label ontstond toen het Smithsonian de uitgebreide collectie opnames verwierf van Folkways Records, het label van Moses Asch. De originele 2.168 titels, die op het Folkways Records label uitgebracht waren, vormen nu het grootste deel van de collectie van het label. 

### Folkways-records

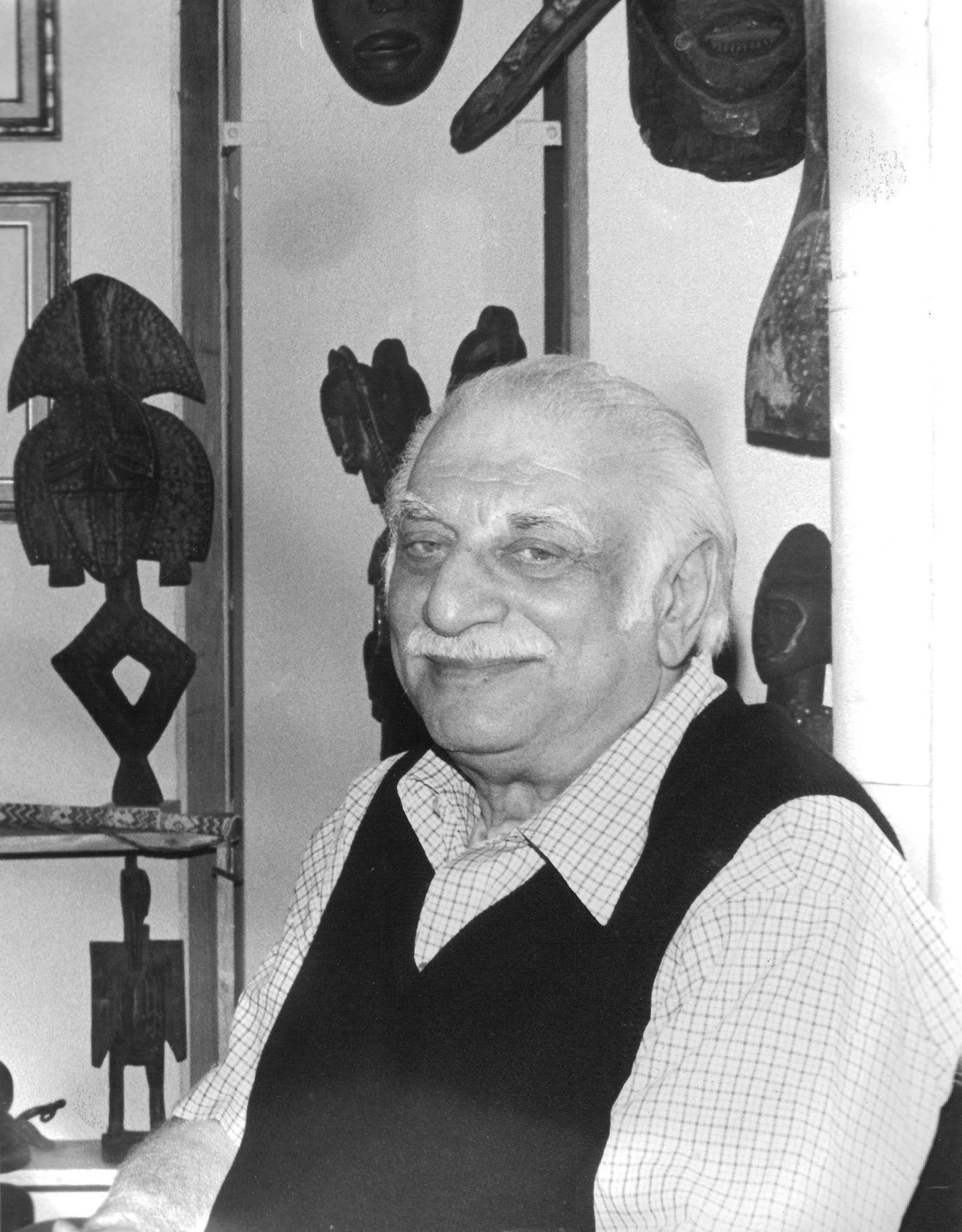
Moses Asch in zijn Folkways Records kantoor in New York

In 1905 werd Moses "Moe" Asch in Polen geboren. Zijn vader, Sholem Asch, een succesvol auteur en dramaturg, verdiende genoeg geld om met het gezin in 1912 naar Parijs te verhuizen. In 1914 vond Sholem werk in New York en een jaar later liet hij zijn gezin overkomen. De ervaring op Ellis Island was traumatisch voor de 10-jarige Moe, en naar eigen zeggen staat die herinnering in zijn geheugen gegrift. Sholem geloofde in het opleiden van zijn medemens door middel van zijn literatuur, en Moe toonde diezelfde passie toen hij koos voor een carrière in de audiotechniek.
Halverwege de jaren twintig ging Moe Asch radiotechniek studeren in Duitsland, indertijd het centrum voor deze nieuwe wetenschap. Toen hij terugkeerde naar de Verenigde Staten, werkte hij voor verschillende elektronicabedrijven voordat hij tijdens de Grote Depressie zijn eigen radioreparatiebedrijf, Radio Labs, opende. In dit bedrijf bouwde Moe apparatuur voor radiostations en installeerde hij recorders voor veldgebruik. Asch schreef in een artikel uit 1961: "Toen ik een van de eerste onafhankelijke platenmaatschappijen oprichtte, was het voor mij vanzelfsprekend om volksmuziek met hun menselijke wensen, behoeftes en ervaringen op te nemen."

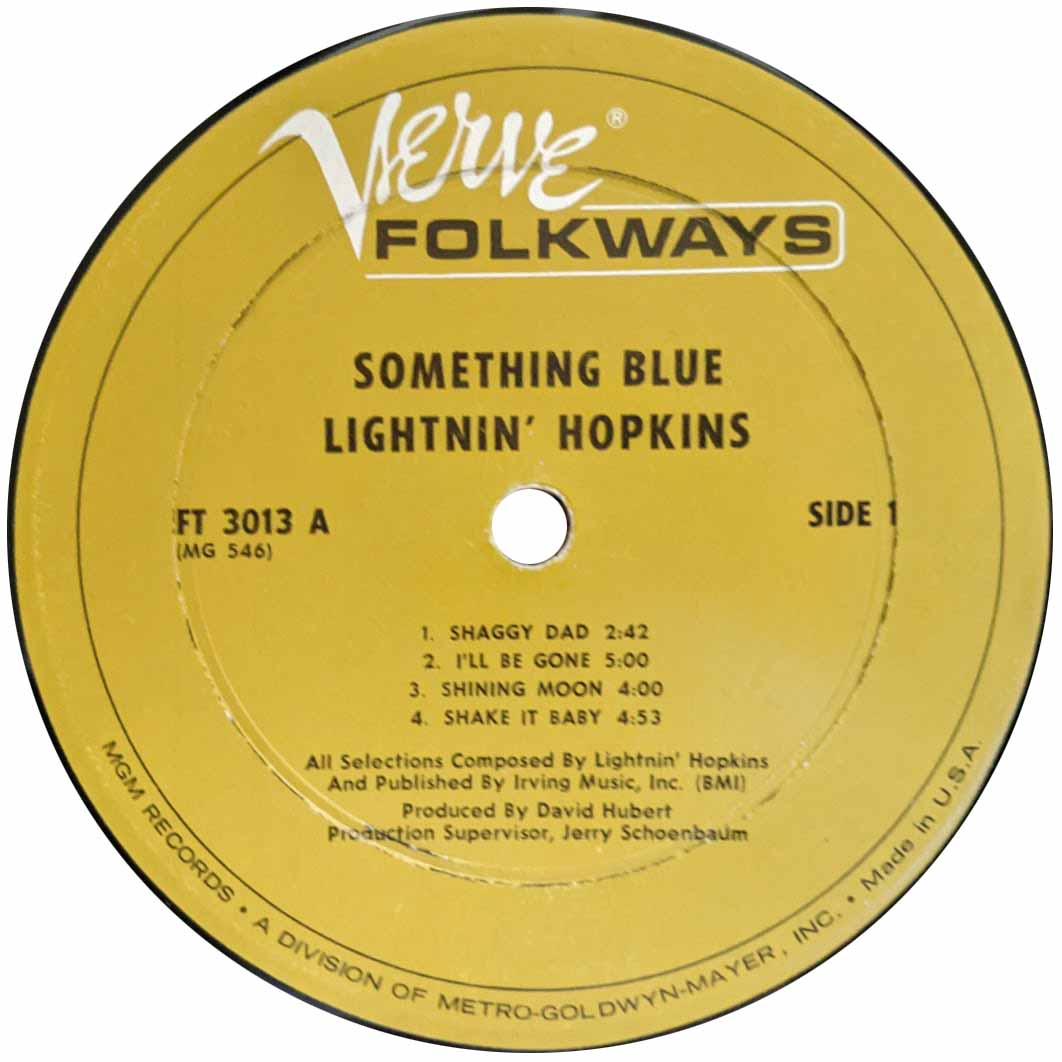
Verve Folkways record label uit de collectie van Granz

In 1940 nodigde Sholem zijn zoon uit om met hem mee te gaan naar New Jersey om de natuurkundige en humanist Albert Einstein te ontmoeten. Deze moedigde Moe aan om geluiden overal ter wereld op te nemen en te documenteren, wat volgens Asch zijn levensroeping werd. Kort na die ontmoeting, begin 1940, richtte Asch Asch Records op met een kleine staf en een studio in het centrum van Manhattan in New York. Hij stond elke artiest toe om gratis te komen opnemen, in tegenstelling tot grotere studio's die artiesten vergoedingen in rekening brachten voor het gebruik van opnameapparatuur. Door zijn opendeurbeleid trok Asch veel jonge en/of unieke 'would-be'-kunstenaars aan. Als gevolg van de staking van de American Federation of Musicians in 1942 tegen grote platenlabels, vulden kleine labels zoals die van Asch de leegte in de verkoop voor distributeurs. 
Op het Asch-label verschenen in 1942 een drietal 78 toerenplaten van Lead Belly onder de naam Work Songs Of The U.S.A., gevolgd door een set van Lead Belly met begeleiding van Sonny Terry.
Andere artiesten waar opnames van uitgebracht werden, waren Woody Guthrie, Josh White, Art Tatum en Mary Lou Williams.
Het label groeide en werd succesvoller door deals met andere producers, waaronder Norman Granz. Deze samenwerking bleek succesvol, wat leidde tot het idee om  concerten live op te nemen. Deze opnames kwamen dicht in de buurt van Asch's visie om "echt" geluid te documenteren, en omdat er geen studiokosten waren, waren ze goedkoper om te produceren. Rond deze tijd begon Asch een ander platenlabel, Disc Records, maar dit bestond slechts kort. Asch ontving opnames van Granz van een opkomende pianist genaamd Nat Cole, die hij in de herfst van 1946 besloot uit te brengen op plaat. Hij investeerde een groot bedrag in publiciteit en advertenties, om voor het eerst te proberen de hitlijsten te halen. Door een sneeuwstorm liepen verzendingen vertraging op na de vakantiedrukte, waardoor Asch Records failliet ging. Als een van de voorwaarden van zijn faillissement mocht Asch geen ander label beginnen. Om dit te omzeilen, werd Marian Distler, Asch's oude assistent, in juli 1948 de president van een nieuw label, Folkways Records and Service Corporation. Asch werd ingehuurd als haar "adviseur", en Folkways Records werd opgericht. Het was in die tijd dat Asch zijn plan bedacht om alle Folkways-records op voorraad te houden, ongeacht de vraag. Op deze manier dacht hij dat de vraag, hoewel klein, tientallen jaren zou aanhouden. Zijn beroemde statement was: "Alleen omdat de letter J minder populair is dan de letter S, haal je hem niet uit het woordenboek."
Folkways Records bracht tussen de jaren 1949 en 1987 meer dan 2.000 opnames uit, verspreid over vele genres, waaronder jazz, folk, klassiek, avant-garde en wereldmuziek. In de loop van die jaren nam Asch enkele van de grootste namen uit de muziekgeschiedenis op, waaronder Woody Guthrie, Lead Belly, Pete Seeger, Duke Ellington, James P. Johnson, Dizzy Gillespie, John Cage en Charles Ives. Heruitgaven van de vroege blues- en folkopnames van Folkways, zoals Harry Smith's bekende Anthology of American Folk Music, voedden de American folk music revival en inspireerden jonge muzikanten zoals Dave van Ronk, Peter, Paul en Mary, en Bob Dylan. 

### Smithsonian Instituut
In 1984 ging Asch op zoek naar iemand om de Folkways Records-collectie na hem voort te zetten en vond deze in Ralph Rinzler, die toen artistiek directeur was van het jaarlijkse Folklife Festival van het Smithsonian. Asch zag dat het Smithsonian de macht had om de collectie levend en beschikbaar voor iedereen te houden. Asch stelde één hoofdvoorwaarde: dat elke opname voor altijd "in druk" zou blijven, ongeacht de verkoop ervan. Het was de manier waarop hij het label begon, en hij vond dat de mensen het verdienden om de geluiden van de wereld te behouden. Er was verzet tegen de overdracht, waarbij sommige leden van het Smithsonian de "ongelijke kwaliteit" en "balans van het repertoire" van de Folkways-collectie noemden. Ondanks deze kritiek zette Rinzler door en gingen de onderhandelingen met Asch door. Asch stierf in 1986 voordat de deal rond was, maar zijn familie voltooide in 1987 de schenking van de Folkways Records-collctie aan het Smithsonian.

## Extra aanwinsten
De collectie werd bekend als de Moses and Frances Asch Collection, onderdeel van de Ralph Rinzler Folklife Archives and Collections dat gehuisvest is in het Centre for Folklife and Cultural Heritage. De opnames op andere labels, waaronder Folk-Legacy Records, Stinson Records, Paredon Records, Cook, Collector, Dyer-Bennet, Fast Folk, Monitor, MORE The Mickey Hart Collection, Arhoolie Records en Bobby Susser Songs For Children zijn inmiddels toegevoegd aan de verzameling.

## Operaties
Na de totstandkoming van de collectie in de Smithsonian Archives werden slechts twee fulltime functionarissen gefinancierd. Rinzler rekruteerde Anthony Seeger, bekend in de etnomusicologische gemeenschap als directeur van de Archives of Traditional Music aan de Universiteit van Indiana, als directeur, en een fulltime archivaris, Jeff Place. Het Smithsonian stelde ook een voorwaarde aan de overdracht: als ze het label accepteerden, zou het zichzelf moeten bedruipen via hun verkopen. Seeger en Place hadden geen ervaring met het runnen van een platenlabel, maar namen het project op zich. Hoewel ze niet alle zakelijke praktijken van Asch konden voortzetten, slaagden ze erin de essentie van Folkways Records te behouden in het nieuwe label, Smithsonian Folkways. Het label vertrouwt nu op een klein team van fulltime medewerkers, parttime medewerkers, stagiaires en vrijwilligers om de missie van Smithsonian Folkways voort te zetten.

## Artiesten
Naast de uitgebreide catalogus met historische opnames, contracteert Smithsonian Folkways materiaal van nog levende artiesten en geeft het uit. Huidige artiesten met albums op Smithsonian Folkways zijn onder andere Dom Flemons, folktrio Lula Wiles, Kaia Kater, Mariachi los Camperos, Los Texmaniacs, Our Native Daughters (artiesten Rhiannon Giddens, Leyla McCalla, Allison Russell en Amythyst Kiah), Anna &  Elizabeth, en Elizabeth Mitchell. Ze brachten in 2019 het album 'Songs from the Bardo' uit, een album van de Amerikaanse componist en muzikant Laurie Anderson, de Tibetaanse muzikant Tenzin Choegyal en activist en componist Jesse Paris Smith.

## Projecten
Smithsonian Folkways is betrokken bij verschillende projecten die gericht zijn op het vergroten van het bewustzijn en het gebruik van hun opnamecollectie, evenals het behoud ervan.

### Digitale distributie
Als onderdeel van hun missie om de geluiden van de wereld te verspreiden, heeft Smithsonian Folkways de opnames uit hun archieven op verschillende manieren digitaal beschikbaar gemaakt. Dit naast de distributie via de detailhandel van cd's (sommige titels Manufactured on Demand ) en lp's.

#### Smithsonian wereldwijd geluid
In februari 2005 lanceerde Smithsonian Folkways Smithsonian Global Sound, een online mp3-muziekwinkel, vergelijkbaar met programma's als iTunes van Apple. De hele collectie is online beschikbaar gesteld voor $ 0,99 per nummer. Smithsonian Folkways betaalt royalty's aan alle artiesten (en als de artiesten niet kunnen worden gevonden, wordt het geld in bewaring gegeven ).  Het doel van de merknaam Smithsonian Global Sound is aangepast om de volledige collectie online aan te bieden voor streaming aan geabonneerde instellingen, zoals universiteiten, via de Smithsonian Global Sound for Libraries-service, een coproductie met Alexander Street Press.

#### folkways.si.edu
Smithsonian Folkways biedt nu de volledige Folkways-collectie aan voor digitale download via haar website, voor $ 0,99 voor de meeste nummers en $ 9,99 voor de meeste albums, beschikbaar in zowel MP3- als FLAC -formaat. Daarnaast distribueert Smithsonian Folkways digitaal via verkooppunten als iTunes en eMusic. 

#### Jazz: The Smithsonian Anthology
In 2011 bracht Smithsonian Folkways een nieuwe jazzbloemlezing uit om hun vorige release, de Smithsonian Collection of Classic Jazz uit 1973, bij te werken. De bloemlezing bevat 111 nummers op zes schijven, binnen een 200 pagina's tellende compilatie van historische essays, muzikale analyses en hedendaagse foto's van de muzikanten. 

#### Woody at 100: The Woody Guthrie Centennial Collection
In 2012 bracht Smithsonian Folkways Woody At 100: The Woody Guthrie Centennial Collection uit, een boek van 150 pagina's in groot formaat met 3 cd's met 57 nummers, waaronder de belangrijkste opnames van Woody Guthrie, zoals de volledige versie van 'This Land Is Your Land ', 'Pretty Boy Floyd', 'I Ain't Got No Home in This World Anymore' en 'Riding in My Car'.

#### Lead Belly: The Smithsonian Folkways-collectie
In 2015 bracht Smithsonian Folkways Lead Belly: The Smithsonian Folkways Collection uit, een boek van vijf cd's en 140 pagina's in groot formaat met vijf uur aan muziek, waaronder Lead Belly's  klassiekers 'The Midnight Special', 'Irene', 'The Bourgeois Blues', en 16 niet eerder uitgebrachte nummers.

#### De sociale kracht van muziek
In februari 2019 bracht Smithsonian Folkways Recordings The Social Power of Music uit, een bloemlezing van vier cd's en een boek van 124 pagina's over de kracht van muziek om mensen samen te brengen, via verschillende muzikale en sociale bewegingen uit de hele Verenigde Staten en daarbuiten. De collectie bevat nummers van The Freedom Singers, Suni Paz, Clifton Chenier en vele anderen.

#### Jazz Fest: het New Orleans Jazz & Heritage Festival
In mei 2019 bracht Smithsonian Folkways Jazz Fest: The New Orleans Jazz & Heritage Festival uit, een vijf-disc, 136 pagina's tellend boek en boxset met 50 live tracks die live zijn opgenomen op het New Orleans Jazz & Heritage Festival ter ere van de 50e verjaardag van het festival. De collectie bevat muziek van Allen Toussaint, Professor Longhair, Dr. John en The Neville Brothers.

#### Pete Seeger: De Smithsonian Folkways-collectie
Eveneens in mei 2019 bracht Smithsonian Folkways Pete Seeger: The Smithsonian Folkways Collection uit ter ere van wat de honderdste verjaardag van Pete Seeger zou zijn geweest. De bloemlezing bevat klassieke opnames, 20 niet eerder uitgebrachte nummers, historische liveoptredens en speciale samenwerkingen in de carrière van Pete Seeger, evenals zes schijven en een boek van 200 pagina's in groot formaat.

## Save Our Sounds (Red Onze Geluiden)
In 2003 startte Smithsonian Folkways, in samenwerking met het American Folklife Center in de Library of Congress, een project met de naam "Save Our Sounds" dat tot doel heeft de geluiden op geluidsdragers, die aan het verslechteren zijn, te behouden, met name die opnames  die van vitaal belang zijn voor de geschiedenis van de VS, zoals de opnames van Thomas Edison, die gemaakt zijn op wascilinders en andere opnames gemaakt op acetaatschijven uit het begin van de 20e eeuw.  Het Save America's Treasures- programma, geïnitieerd door de Millennium Council van het Witte Huis, kende een bijpassende subsidie van $ 750.000 toe voor het project. Het doel van het project is om het land bewust te maken van de noodzaak van geluidsbehoud en om de belangrijkste en de platen van onschatbare waarde uit de gecombineerde collecties te beschermen. 

## Onderscheidingen
Smithsonian Folkways en zijn verzameling labels hebben verschillende prijzen en onderscheidingen gekregen, 
waaronder 7 Grammy Awards, één Latin Grammy Award, 10 Grammy Lifetime Achievement Awards en 19 Independent Music Awards. 